# 62º Battaglione corazzato "M.O. Jero"
Il 62º Battaglione carri "M.O. Jero" è stato un battaglione carrista dell'Esercito Italiano in servizio dal 1961 al 1992.

## Origini
Il LXII Battaglione carri "L" venne costituito in Libia per mobilitazione dal XXI battaglione carri L "Trombi" per la Divisione "Marmarica" nel dicembre 1939 ed equipaggiato con carri veloci L3/35.
Dopo l'entrata in guerra dell'Italia nel secondo conflitto mondiale, la mancanza di un grande unità corazzata organica spinse il Maresciallo Graziani, a capo del Comando Superiore FF.AA. "Africa Settentrionale Italiana", a riunire tutte le forze corazzate presenti nella colonia sotto il "Comando carri armati della Libia", costituito il 29 agosto 1940, al comando del Generale Valentino Babini, già comandante di unità carriste in Spagna durante la guerra civile, nel quale vennero inquadrate tutte le unità carri disponibili in Libia prima distribuite tra le varie divisioni.
Il LXII Battaglione carri "L" venne posto inizialmente alle dipendenze del "Comando carri armati della Libia" nel 1º Raggruppamento carrista del colonnello Pietro Aresca prendendo parte alle prime fasi della campagna del Nordafrica. Durante l'offensiva in Egitto, dei primi di settembre del 1940, che portò le forze del Regio Esercito a penetrare per oltre 100 chilometri in territorio egiziano, il LXII Battaglione carri "L" venne posto, in rinforzo, alle dipendenze della Divisione "Cirene" del generale Carlo Spatocco. Durante la successiva offensiva inglese del dicembre 1940, il battaglione venne completamente distrutto nella battaglia di Bardia e di conseguenza sciolto per eventi bellici il 5 gennaio 1941.

## La ricostituzione
Nel 1961, il LXII Battaglione carri venne ricostituito con la denominazione di LXII Battaglione corazzato, ereditando le tradizioni del LXII Battaglione carri "L" e inquadrato nella Brigata fanteria "Aosta". Il 16 febbraio del 1961, in seguito ad una revisione dottrinale dell'Esercito Italiano, la Divisione "Aosta" venne riconfigurata, a Messina, in brigata di fanteria con la denominazione di Brigata fanteria "Aosta", assumendo alle proprie dipendenze un battaglione carri. Il LXII Battaglione corazzato venne equipaggiato con veicoli trasporto truppe M113 e carri medi M47 Patton.

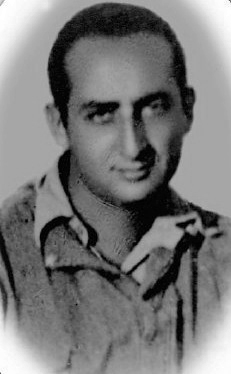
Fulvio Jero

Nel 1975, in seguito alla ristrutturazione dell'Esercito Italiano, che prevedeva l'abolizione dei Reggimenti e la creazione di Battaglioni autonomamente operativi, i battaglioni sostituirono la numerazione romana con quella araba e venne ripresa inoltre la tradizione di intitolare il reparto ad una medaglia d'oro al valor militare della specialità carristi, preferibilmente dello stesso battaglione.
Il 62º Battaglione corazzato venne intitolato alla memoria del sottotenente Fulvio Jero, del LXII Battaglione carri, caduto il 3 gennaio 1941 nel corso della battaglia di Bardia e decorato con la medaglia d'oro al valor militare alla memoria. e rinominato 62º Battaglione corazzato "M.O. Jero", con sede a Catania, inquadrato nella Brigata motorizzata "Aosta", riconfigurata da brigata di fanteria in brigata motorizzata.
Nel 1991 nell'Esercito Italiano venne ripristinato il livello reggimentale e nel 1992 la Brigata "Aosta" venne riconfigurata da brigata motorizzata in brigata meccanizzata con la denominazione di Brigata meccanizzata "Aosta". Con il ripristino, nel 1991, del livello reggimentale nell'Esercito Italiano il 27 agosto 1992 il 62º Battaglione corazzato "M.O. Jero" venne disciolto concorrendo con il proprio personale, insieme al 62º Battaglione meccanizzato "Sicilia" alla formazione del 62º Reggimento fanteria corazzato "Sicilia", che nel 1997 sarebbe stato ridenominato 62º Reggimento carri e nel 2001 avrebbe perse la fisionomia carri e sarebbe stato riconvertito in unità di fanteria e rinominato 62º Reggimento fanteria "Sicilia".